# Gustáv Papp
Gustáv Papp (* 28. September 1919 in Čierny Balog; † 7. Oktober 1997 in Bratislava) war ein slowakischer Opernsänger (Tenor). Papp erhielt 1984 den Robert-Schumann-Preis der Stadt Zwickau.

## Leben
Papp studierte zunächst Medizin an der Universität Bratislava. Er legte dort sein medizinisches Staatsexamen ab und promovierte zum Doktor der Medizin. Er absolvierte ein Aufbaustudium und wurde Facharzt für Chirurgie. Dann studierte er an den Musikakademien Bratislava und Wien Gesang. 1948 gab er an der Slowakischen Nationaloper Bratislava sein Bühnendebüt als José in Bizets Oper Carmen. Er gehörte über mehrere Jahrzehnte zu den herausragenden Künstlern dieses Opernhauses. Papp war gleichzeitig über viele Jahre als ständiger Gastsänger am Opernhaus Leipzig verpflichtet. Hier wie auch an der Staatsoper Dresden sang er oft Wagner-Partien. Papp war insbesondere Fachmann für Heldenpartien aus der deutschen und der italienischen Opernliteratur. Weiterhin beherrschte er über zwanzig slowakische Opernrollen. An der Oper in Bratislava wirkte er in mehreren Uraufführungen von Werken des slowakischen Komponisten Ján Cikker mit, 1954 in Juro Jánosik, 1957 in Prinz Bajazid sowie als Gast an der Nationaloper Prag in der Aufersteheung nach Leo Tolstoi und 1987 The Insect Play wieder in Bratislava. Geschätzt wurde er international auch als Konzertsänger auf Gastspielen in der CSSR, Ungarn, der Sowjetunion, Italien, Belgien und Jugoslawien. Während seiner gesamten Karriere übte er in einem reduzierten Umfang auch noch seine ärztliche Tätigkeit aus.